# Битка код Филипа
Битка код Филипа вођена је 42. п. н. е. између Другог тријумвирата са једне и Цезарових атентатора (Либератора) са друге стране. Састојала се од два војна окршаја на равници западно од града Филипа. Завршена је победом тријумвира и њиховим доласком на власт Римске републике. У бици је учествовало преко 200.000 римских војника што ову битку чини највећом у историји Рима, а вероватно и највећом битком у старом веку.

## Увод
Извршивши атентат на Цезара, Марко Јуније Брут и Гај Касије Лонгин напуштају Италију и преузимају контролу над источним провинцијама, територије од Грчке и Македоније до Сирије. За то време, у Риму су Марко Антоније, Гај Октавијан и Марко Емилије Лепид успоставили Други тријумвират и преузели контролу над западним делом Републике. Објавили су рат атентаторима не само ради уједињења државе већ и ради освете за Цезарову смрт. Лепид је остао у Италији, а Марко Антоније и Октавијан прелазе у Грчку са 28 легија. Када су прешли Јадранско море Либератори су им пресекли комуникацију са Италијом флотом Ахенобарба од 130 бродова. Либератори нису били за отворену борбу већ су тежили успоставити добру одбрану. Одбрамбена линија постављена је на око 3,5 km западно од града Филипа. На југу су њихови положаји били заштићени непроходним мочварама, а на северу непроходним брдима. Брут је поставио свој логор северно, а Касије јужно. Слично и тријумвири, Марко Антоније јужно, а Октавијан северно од пута Via Egnatia. Тријумвирска војска састојала се од 19 легија (остале су остављене страга), а либераторска 17. Број војника је, према проценама модерних историчара, био отприлике једнак – око 100.000 са обе стране.

## Прва битка код Филипа
Марко Антоније успео је пресећи пут Либераторима кроз очваре користећи се импровизованим дрвеним мостовима. Касије је део војника повео јужно да израде попречну брану која би онемогућила Антонијеве развучене снаге на десном крилу. То је довело до масовне битке.
Марко је наредио напредовање против Касија циљајући на утврђене положаје између Касијевог кампа и мочвара. Истовремено, Брутове снаге својевољно крећу на Октавијанове снаге иако им није било наређено. Тај напад је завршен успехом. Октавијанове снаге су побегле у властити камп кога су заузели Брутови војници предвођени Марком Валеријем Месала Корвином. Међутим, Октавијан није пронађен у свом шатору. У својим мемоарима је навео да је у сну упозорен на опасност.
На другој страни пута, Антоније је уништавао Касијеве тврђаве, уклањао заштитну ограду и пунио јарке. Тако је заузео Касијев камп кога је бранила неколицина војника. Касије је изгубио око 9000 војника, а Октавијан око 18.000. Касије је, мислећи да је и Брут изгубио битку, наредио Пиндару да га убије.

## Друга битка код Филипа
Брут није имао толико војног искуства ни угледа као Касије. У идуће три недеље, Антоније је напредовао јужно од Брутових снага утврђујући се на брду близу бившег Касијевог кампа. У покушају да избегне опкољавање, Брут шаље своје снаге да одбране југ. И даље је избегавао отворен сукоб надајући се да ће флота пресецањем контакта са Италијом исцрпити тријумвирске снаге. Међутим, на наговор многих његових заповедника Брут 23. октобра отпочиње отворену борбу.
Са обе стране било је мноштво ратних ветерана. Брутов напад је био одијен, а формације су се потпуно распале. Војници су почели бежати. Октавијан му је блокирао камп пре него што се успео склонити у њега. Увидевши да је даљи отпор сувишан, Брут је извршио самоубиство. Прецизан број жртава након друге битке није сигуран. Зна се да су обе војске изгубиле отприлике по четвртину трупа што износи око 50.000 жртава.

## Последице
Према наводима Плутарха, Антоније је Брутово тело покрио љубичастом хаљином јер су били пријатељи и јер је веровао да га је Касије натерао на убиство Цезара. Многи римски аристократи извршили су самоубиство укључуући и сина великог говорника Хортензија, Марка Порција Катона IΙ, Марка Ливија Клаудија... Неки војници прешли су на страну тријумвира. Остаци заробљеника либераторске војске (око 14.000) прикључени су триумвирској војсци. Филип је постао римска колонија (Colonia Victrix Philippensium). Марко Антоније је пошао на исток, а Октавијан се вратио у Италију. Антоније је доживео свој врхунац постајући најславнији римски генерал и најугледнији члан Другог тријумвирата.